# Lolita (Texas)
Pour les articles homonymes, voir Lolita (homonymie).
Lolita est une census-designated place située dans le comté de Jackson, dans l’État du Texas, aux États-Unis. Sa population a été estimée à 911 habitants en 2017.

## Source
- (en) Cet article est partiellement ou en totalité issu de l’article de Wikipédia en anglais intitulé « Lolita, Texas » (voir la liste des auteurs).

1. ↑  https://datausa.io/profile/geo/lolita-tx#about